# Térahertz
La bande de fréquences térahertz désigne les ondes électromagnétiques s'étendant de 100 GHz (ou 300 GHz selon les références,) à 30 THz. Elle est intermédiaire entre les fréquences micro-ondes et les fréquences correspondant à l'infrarouge.

## Définition
Le domaine des fréquences « térahertz » (THz, 1 THz = 1012 Hz) s'étend de 100 GHz à 30 THz environ, soit environ aux longueurs d'onde entre 0,01 mm et 3 mm. Il est historiquement connu sous la terminologie d'infrarouge lointain mais on le retrouve également aujourd'hui sous l'appellation de rayon T. Il se situe dans le spectre électromagnétique entre l'infrarouge (domaine de l'optique) et les micro-ondes (domaine de la radioélectricité).
La bande inférieure à 100 GHz est en général définie comme radioélectrique, alors que les fréquences supérieures à 30 THz sont en général définies comme infrarouge mais ces frontières ne sont pas normalisées, car ce n'est qu'un changement de langage ou de technologie, et non de nature.

## Propriétés
Les rayonnements térahertz ont un fort pouvoir pénétrant. Ils permettent potentiellement de voir à travers de nombreux matériaux non conducteurs et ne contenant pas d'eau (tels que les vêtements, le papier, le bois, le carton, les plastiques…). Ils sont peu énergétiques et non ionisants (1 THz correspond à une énergie de photon de 4,1 meV, soit sensiblement moins que l'énergie d'activation thermique à température ambiante) ce qui les rend a priori peu nocifs.
La forte absorption de l'eau aux fréquences THz témoigne d'une forte interaction entre les échantillons biologiques et les ondes THz. En effet, ces ondes mettent en vibration/rotation les molécules d'eau polaires et excitent les liaisons de faible énergie intermoléculaires (liaison hydrogène…) au sein de l'eau, des protéines… Se profilent ainsi de nombreuses applications de la spectroscopie THz au domaine biologique avec par exemple l'étude d'hydratation et de conformation de protéines, d'hybridation de l'ADN, la détection de certaines cellules cancéreuses (anormalement riches en eau)...

## Applications

Transmission atmosphérique en térahertz.

Les fréquences térahertz sont utilisées de la même façon que les infrarouges, en radioastronomie, en radiométrie planétaire et en sondage météo.
Les applications potentielles de ce domaine sont nombreuses et de premiers essais ont été réalisés avec succès.
En effet, l'aspect peu énergétique et non ionisant ouvre de nombreuses possibilités basées sur les propriétés spectroscopiques particulières de ce rayonnement, utilisables en particulier dans les domaines de la médecine et de la sécurité.
Le domaine térahertz trouve d'autres applications potentielles dans le domaine des télécommunications à hauts-débits, des réseaux sans fils, des radars, de la surveillance de l'environnement, des tests biomédicaux, de la caractérisation des matériaux et des dispositifs, de la détection de gaz ou de polluants, de la lutte contre le terrorisme, de l'observation astronomique, etc.
Récemment (février 2010), les ondes térahertz ont été utilisées pour la sécurité dans les aéroports (par exemple à l'aéroport international Domodedovo, à Moscou, ou dans de nombreux aéroports aux États-Unis).
Le passager entre dans un cylindre et une partie mobile le "scanne" avec de telles ondes.
Ces ondes n'étant pas bloquées par les vêtements (qui ne contiennent ni eau ni métaux donc sont transparentes à ce rayonnement), cela permet de voir le passager véritablement comme déshabillé.
L'avantage par rapport au classique portique est de rendre beaucoup plus rapide les contrôles (plus besoin d'enlever ses chaussures ou d'effectuer une palpation).
Le défaut potentiel, qui n'est pas sans entraîner une certaine polémique aujourd'hui, est que l'intimité des passagers est mise à mal.

## Technologie
Un effort de recherche important est actuellement mené pour développer des sources et des détecteurs adaptés, répondant à la fois aux critères d'intégrabilité, d'accordabilité et de faible coût. 
Le domaine des térahertz est caractérisé par des longueurs d'onde submillimétriques. Les techniques utilisées en microélectronique dans les longueurs d'onde millimétriques sont étendues afin de réaliser des systèmes d'imagerie intégrés à faible coût. 

### Sources
- Laser à cascade quantique
- Carcinotron
- Photo-mélange
- Électronique : nano-transistors ou diodes
- Microélectronique : synthèse de fréquence millimétrique et application de techniques de multiplication de fréquence.
- Laser à électrons libres
- Laser moléculaire : laser au dioxyde de carbone
- L'optique non linéaire

### Détecteurs
- En fréquences basses (<1 THz), les techniques classiques de réception à changement de fréquence sont utilisées, utilisant une diode mélangeuse ultraminiature comme unique élément à cette fréquence.
- Aux fréquences supérieures à 1 000 GHz, les masers sont utilisés.
- Bolomètre
- Pyroélectrique

### Antennes
- Antennes patch subminiatures
- Antennes fractales
- Miroirs paraboliques